# Commune antinationaliste de Zamora
La Commune Antinationaliste de Zamora (C.A.Z.) fut un cercle vague de gens plutôt jeunes qui se réunissaient, dès les derniers mois de 1969, dans des bistrots parisiens autour d’Agustín García Calvo. Ces gens venaient des terres d’Espagne (seuls quelques-uns de Zamora) ; certains avaient fui la police et les prisons de la dictature de Franco, après avoir pris part aux actions de protestation des acrates de Madrid.
La Commune est connue principalement pour la parution de trois ouvrages initialement publiés à Paris : le Manifeste de la Commune Antinationaliste de Zamora, un pamphlet contre l'assimilation du soulèvement étudiant intitulé De los modos de integración del pronunciamiento estudiantil et le Communiqué urgent contre le gaspillage (Crise & Critique, 2024).

## Publications

### Traduite en français
- Communiqué urgent contre le gaspillage, préface de Luis Andrés Bredlow, traduit de l'espagnol par Manuel Martinez, Albi, Crise & Critique, 2024. Publication originale : Comunicado urgente contra el despilfarro, Paris, 1972 ; 3e éd., Madrid, La Banda de Moebius, 1977 ; 4e éd., Logroño, Pepitas de calabaza, 2016.

### En espagnol
- Manifiesto de la Comuna Antinacionalista Zamorana, Paris, 1970 ; 4e éd., Madrid, La Banda de Moebius, 1978 ; 6e éd., Zamora, Lucina, 2008.
- De los modos de integración del pronunciamiento estudiantil, Paris, 1970 ; 2e éd., La Banda de Moebius, Madrid, 1979 ; 3e éd., Zamora, Lucina, 1987.